# Michael Forslund
Michael Forslund (* 22. Juli 1986 in Mora) ist ein ehemaliger schwedischer Freestyle-Skier. Er startete in der Disziplin Skicross und nahm an zwei Olympischen Winterspielen sowie drei Freestyle-Skiing-Weltmeisterschaften teil.

## Werdegang
Forslund, der für den IFK Mora startete, begann seine Karriere als alpiner Skirennläufer, wobei er von 2002 bis 2006 vorwiegend an FIS-Rennen teilnahm. Im Skicross kam er bei den Juniorenweltmeisterschaften 2006 in Krasnoe Ozero auf den 16. Platz und nahm im Januar 2007 in Flaine erstmals am Freestyle-Skiing-Weltcup teil, wobei er den 46. Platz errang. Bei den folgenden Weltmeisterschaften 2007 in Madonna di Campiglio fuhr er auf den 26. Platz. In der Saison 2009/10 wurde er schwedischer Meister und belegte bei den Olympischen Winterspielen 2010 in Vancouver den 27. Platz. In der folgenden Saison erreichte er mit Platz acht in Grasgehren sowie Rang sechs in Grindelwald seine ersten Top-Zehn-Platzierungen im Weltcup und zum Saisonende mit dem 24. Platz im Skicross-Weltcup sein bestes Gesamtergebnis. Beim Saisonhöhepunkt, den Weltmeisterschaften 2011 in Deer Valley, fuhr er auf den 15. Platz. Bei den Olympischen Winterspielen 2014 in Sotschi belegte er den 22. Platz. In der Saison 2014/15 erreichte er mit Platz drei in Åre seine einzige Podestplatzierung im Weltcup und wiederholte zum Saisonende mit dem 24. Platz im Skicross-Weltcup seine beste Gesamtplatzierung. Zudem wurde er bei den Weltmeisterschaften 2015 am Kreischberg Zwölfter. In der folgenden Saison holte ver in Idre seinen einzigen Sieg im Europacup. Außerdem kam er je einmal auf den zweiten sowie dritten Platz und belegte damit den achten Platz in der Skicross-Wertung des Europacups. Seinen 77. und damit letzten Weltcup absolvierte er im Dezember 2016 in Innichen, welchen er auf dem 32. Platz beendete.

## Erfolge

### Olympische Spiele
- 2010 Vancouver: 27. Platz Skicross
- 2014 Sotschi: 22. Platz Skicross

### Weltmeisterschaften
- 2007 Madonna di Campiglio: 26. Platz Skicross
- 2011 Deer Valley: 15. Platz Skicross
- 2015 Kreischberg: 12. Platz Skicross

### Weltcup
Forslund errang im Weltcup einen Podestplatz.
Weltcupwertungen:
| Saison  | Gesamt | Gesamt | Skicross | Skicross |
| Saison  | Platz  | Punkte | Platz    | Punkte   |
| ------- | ------ | ------ | -------- | -------- |
| 2007/08 | 142.   | 3      | 45.      | 25       |
| 2008/09 | 153.   | 2      | 42.      | 18       |
| 2009/10 | 105.   | 5      | 36.      | 57       |
| 2010/11 | 79.    | 10     | 24.      | 107      |
| 2011/12 | 181.   | 3      | 46.      | 27       |
| 2012/13 | 142.   | 7      | 31.      | 57       |
| 2013/14 | 169.   | 5      | 40.      | 55       |
| 2014/15 | 86.    | 12     | 24.      | 127      |
| 2015/16 | 187.   | 2,83   | 40.      | 34       |
| 2016/17 | 252.   | 1,57   | 48.      | 22       |

### Juniorenweltmeisterschaften
- Krasnoe Ozero 2006: 16. Platz Skicross

### Weitere Erfolge
- 5 Podestplätze, davon 1 Sieg im Europacup
- 1 schwedischer Meistertitel (2010 Skicross)